# ألكسندر هيرمان
ألكسندر هيرمان (بالألمانية: Alexander Hermann) مواليد 10 ديسمبر 1991 في لينتس، هو لاعب كرة يد نمساوي يلعب كظهير أيسر. مثل منتخب النمسا لكرة اليد.

## سجل المنافسة
شارك في البطولات التالية:
- بطولة العالم لكرة اليد للرجال 2015

## روابط خارجية
- ألكسندر هيرمان على موقع الاتحاد الأوروبي لكرة اليد (الإنجليزية)